# Qatargas
Qatargas est une entreprise gazière qatarie. Fondée en 1984, elle est spécialisée dans la production du gaz naturel liquéfié (GNL). Elle est la première entreprise productrice de GNL au monde.
Son président-directeur général est Saad Sherida Al-Kaabi.

## Histoire
La société Qatargas a été créée en 1984, avec une participation majoritaire de la Qatar Petroleum et des capitaux étrangers, afin d'exploiter les ressources gazières du Qatar. 
Le nom Qatargas correspond à différents projets d'extraction et d'acheminement et traitement du gaz offshore, Qatargas 1, Qatargas 2, Qatargas 3 et Qatargas 4. Ce gaz vient notamment du champ de North Field Bravo. Depuis 2005, la Qatargas Operating Company Limited a été constituée pour l'exploitation et la maintenance des infrastructures gazières, issues des différents projets Qatargas.
Qatargas partage l'exploitation du site de Ras Laffan avec sa petite sœur RasGas.
En octobre 2016, son président de son comité de direction est, depuis novembre 2014, Saad Sherida Al-Kaabi (Chairman of Qatargas Board of Directors).
Qatargas produit actuellement cinq principaux produits d'exportation qui sont: le gaz naturel liquéfié (GNL), le gaz de pétrole liquéfié (GPL), le condensat de gaz naturel, l'hélium et le soufre. 
Comme Qatargas apporte son gaz à terre pour le traitement, le condensat de terrain (qui fait également partie du flux de gaz brut) est séparé du gaz. Le condensat de champ de Qatargas 1 est utilisé comme matière première par la raffinerie de Laffan pour produire de la naphte, du kérosène, du gazole et enfin du GPL.
Le lundi 9 mai 2016 Qatar Petroleum (QP), Qatargas et RasGas célèbrent le 10000e chargement de cargo de GNL effectué au port de Ras Laffan.
Le 1er octobre 2016, Qatargas et la société pakistanaise Global Energy Infrastructure Limited (GEIL) signent, à Islamabad, un contrat de vente et d'achat de gaz naturel liquéfié (GNL) sur 20 ans lors d'une cérémonie organisée par le Premier ministre du Pakistan Nawaz Sharif.
Le 19 octobre 2016, Qatargas annoncé la signature d'un contrat de convention d'achat de gaz naturel liquéfié de cinq ans avec Petronas LNG UK Limited (Pluk). Le gaz liquide naturel sera produit par Qatargas 4 au terminal de liquéfaction de Ras Laffan puis envoyé au terminal Dragon LNG à Milford Haven situé au Royaume-Uni.

## Fusion de Qatargas et deRasGasdans Qatargas
En décembre 2016, le Qatar annonce la fusion de Qatargas et de RasGas dans Qatargas.
Fin août 2017, la direction de Qatargas annonce qu'elle vient de réaliser, en partenariat avec la société RasGas, la première livraison partagée de gaz naturel liquéfié (GNL). En effet Qatargas et RasGas ont co-chargé sur le navire QN-Flex LNG, Al Khuwair au terminal de Ras Laffan au Qatar et les cargaisons ont été livrées au terminal de GNL belge de Zeebrugge et au terminal de GNL South Hook (Royaume-Uni).
La fusion est officiellement annoncée le 1er janvier 2018. Elle devrait permettre d’économiser deux milliards de riyals qataris (545 millions de dollars) par an, et de créer un géant énergétique unique au niveau mondial.

## Opérations et les projets
Qatargas a sept trains de GNL, dont quatre, connus sous le nom de Mega trains, sont les plus grands dans le monde, chacun d'une capacité de 7,8 MTA de production.
En 2008, la société Qatargas  a produit 10,09 millions de tonnes de gaz naturel liquéfié. 
Les opérations offshore de Qatargas sont situées à environ 80 kilomètres au nord-est de la partie continentale de Qatar. Les installations de production ont été mises en service en 1996.
Qatargas transporte son GNL en utilisant deux classes de navires méthaniers appelés Q-Max et Q-Flex.
Depuis la création de Qatargas I, Qatargas a bouclé un programme d'expansion qui a inclus le développement de Qatargas II ; suivie par Qatargas III et Qatargas IV, la plus grande raffinerie du monde, une flotte dédiée de Q-Max et Q-Flex navires qui ont la plus grande capacité de gaz naturel liquéfié au monde utilisant la technologie "Step-out". Est incluse dans ce programme également la création du plus grand terminal de regazéification de l'Europe et des bureaux de liaison au Japon, en Chine, en Thaïlande et aux États-Unis.
En juin 2017, la compagnie informe qu'elle vient de signer un contrat avec la société néerlandaise Shell pour la fourniture de 1,1 million de tonnes de gaz naturel liquéfié (GNL) sur une période de cinq ans. Ce gaz sera destiné aux terminaux de regazéification de Dragon LNG Terminal (Royaume-Uni) ou Gate LNG Terminal (Pays-Bas).

### Qatargas I
Qatargas I est la première chaîne de valeur entièrement intégrée au monde. Les actionnaires de la Qatargas 1 sont Qatar Petroleum, ExxonMobil, Total, Mitsui et Marubeni. Il possède trois trains de GNL.  
En 2016, la société annonçait sur son site que vingt-deux puits de production avaient été forés au total et ils fournissaient 45 millions de mètres cubes de gaz naturel sec par jour à partir du réservoir du champ, sous les fonds marins. 

### Qatargas II
Qatargas II, une coentreprise de Qatar Petroleum et ExxonMobil, possède les trains de GNL 4 et 5 d'une capacité de 7,8 millions de tonnes par an chacun. Il fournit le gaz naturel liquéfié pour le terminal Hook LNG Sud à Milford Haven, Pembrokeshire au pays de Galles, d'où le gaz est introduit dans le South Wales Gas Pipeline. Cela couvre 20 % des besoins en GNL du Royaume-Uni. 
En 2016 trente puits ont été forés qui fournissent 2,9 milliards de SCFD (unité de mesure de débit de gaz fréquemment utilisé dans les pays anglo-saxons qui signifie Standard cubic feet per day, pied cube par jour)  de gaz humide pour les trains 4 et 5 onshore.

### Qatar gas III
Qatargas III est une autre coentreprise entre Qatar Petroleum, ConocoPhillips et Mitsui. 

### Qatargas IV
Qatargas IV est une coentreprise entre Qatar Petroleum et Royal Dutch Shell,.

### Le complexe offshore The North Field Bravo
Le complexe offshore The North Field Bravo est le cœur des opérations de Qatargas en mer. Mises en service en 1996, les principales installations de ce complexe incluent des quartiers d'habitation, deux plates-formes de production, trois plates-formes de tête de puits (dont deux sont reliées par des ponts pour les installations de production) et une plate-forme à distance située à environ cinq kilomètres.
Les trois plates-formes installées pour Qatargas 2 sont actionnées à distance sur le The North Field Bravo, tandis que les trois autres, qui sont partagées entre Qatargas 3 et Qatargas 4, sont exploitées à distance depuis la salle de contrôle à terre. Le gaz naturel extrait par les plates-formes est transféré vers le rivage avec le condensat associé par pipelines sous-marins.

## Siège social
Le siège social de l'entreprise se trouve dans le quartier d'affaires West Bay à Doha, au Qatar.